# فيتور
فيتور هو لاعب كرة قدم برازيلي، ولد في 28 سبتمبر 1972 في موجي غواكو في البرازيل. لعب مع ريال مدريد.

## روابط خارجية
- فيتور على موقع الاتحاد الأوربي (الإنجليزية)
- فيتور على موقع اتحاد تركيا (لاعب) (الإنجليزية)
- فيتور على موقع قاعدة بيانات كرة القدم.إي يو (الإنجليزية)
- فيتور على موقع ناشيونال فوتبول تيمز (الإنجليزية)